# Illes Shetland
|  | «Shetland» redirigeix aquí. Vegeu-ne altres significats a «Shetland (sèrie de televisió)». |

Les Illes Shetland són un grup d'illes de l'Atlàntic Nord situades entre les illes Fèroe, el sud-oest de Noruega i Gran Bretanya. Lleugerament per sobre del 60°N de latitud, representen l'extrem septentrional del mar del Nord. Administrativament constitueixen un dels 32 comtats d'Escòcia.
Les illes tenen 1.469 km², amb una població d'uns 23.212 habitants el 2012, dels quals uns set mil viuen a Lerwick, la capital.
El clima n'és humit i fresc, si bé suavitzat per la influència del corrent del Golf. A Lerwick acumulen 1.140 mm en 181 dies de precipitació a l'any. Les temperatures, molt constants al llarg de l'any (per la latitud), són de 7 °C de mitjana, amb 12 °C al juliol i l'agost i 3 °C al gener i febrer.

## Geografia
Del centenar d'illes que conformen l'arxipèlag, només quinze són habitades:
- Mainland, l'illa més important i on s'aplega el major nombre de població. Hi ha la ciutat de Lerwick, l'antiga capital Scalloway, la terminal petroliera de Sullom Voe i nombrosos jaciments arqueològics, alguns dels quals s'estan excavant (brochs, que són torres de pedra neolítiques o construccions més recents dels víkings i escocesos).
- Yell, immediatament al nord de Mainland, amb uns 900 habitants.
- Unst, al nord de Yell, l'illa habitada més al nord del Regne Unit, amb 600 habitants. Antiga base de radar de la Royal Air Force, important colònia d'aus marines (frarets, etc.) a la reserva natural Hermaness, a l'extrem nord de l'illa.
- Bressay.
- Fetlar.
- Whalsay.
- Muckle Roe.
- Papa Stour, famosa per haver allotjat una gran comunitat hippie als anys seixanta i setanta
- Out Skerries.
- Foula.
- Fair Isle.

Les illes deshabitades més conegudes són Mousa, pel broch de Mousa (el millor exemple d’un edifici de l’edat del ferro a Escòcia), i Out Stack, l’illa més septentrional de les Illes Britàniques.
La ubicació de les Shetlands permet una sèrie de registres similars, incloent-hi el castell de Muness, el castell més al nord del Regne Unit.

## Història i cultura
Després de ser colonitzades per escandinaus i formar part de Noruega durant l'edat mitjana, les illes passaren a la Corona Escocesa el 20 de febrer de 1472. Durant la Segona Guerra Mundial barques de les Shetland conegudes com a "Shetland bus" proporcionaren ajuda a la Noruega Ocupada, i n'evacuaren fugitius.
Com a llengua de la població, l'antic norn fou suplantat per l'escocès, que al seu torn està substituït per l'anglès.

## Política

### Referèndum sobre la independència d'Escòcia de 2014
A les Illes Shetland el No a la independència d'Escòcia va guanyar amb 9.951 vots enfront dels 5.669 a favor del Sí a la independència durant el Referèndum sobre la independència d'Escòcia de 2014. Hi va haver 15 vots nuls.

## Economia
La pesca i la ramaderia han vist perdre pes davant l'explotació del petroli i gas natural dels jaciments propers.